# Помалинский
Пома́линский — хутор в Алексеевском районе Волгоградской области России. Входит в Стеженское сельское поселение.
Хутор расположен в 3 км северо-западнее станицы Алексеевской и в 2 км севернее хутора Стеженский на правом берегу реки Бузулук.
Рядом проходит асфальтированная автодорога «Алексеевская — Урюпинск» с автобусным сообщением. Хутор газифицирован. Есть магазин.

## Население
| 2010 |
| ---- |
| 196  |

## История
По состоянию на 1918 год хутор входил в Алексеевский юрт Хопёрского округа Области Войска Донского.